# Idiospermaceae
Na classificação clássica, a família Idiospermaceae é uma pequena família de plantas angiospérmicas de divergência antiga. É composta por uma única espécie: Idiospermum australiense de Queensland (Austrália).
Estas plantas são árvores tropicais.
No sistema APG II esta família não existe. As plantas em causa são incorporadas na família Calycanthaceae.